# Mehmed VII. Orhan
Mehmed VII. Orhan (11. července 1909 – 12. března 1994) byl 42. hlavou Osmanské dynastie v letech 1983–94. Stalo se tak po smrti jeho předchůdce Ali Vâsiba. Kdyby Osmanská říše nezanikla, vládl by jako sultán Orhan II.

## Život
Narodil se v paláci Serencebey v Kızıltopraku; podle Hamide Ayşe Sultan to bylo v paláci Naime Sultan. Byl synem Şehzade Mehmed Abdülkadira, kapitána osmanské armády, a jeho třetí manželky Mihriban Hanimefendi. Také byl vnukem sultána Abdulhamida II. a jeho čtvrté manželky Bidar Kadınefendi.
Mehmed Orhan pracoval jako lodní konstruktér v Brazílii, taxikář v Beirutu a Damašku, dozorce hřbitova v USA a pomocník Ahmeta Zoga. Zemřel v Nice a je zde i pohřben.
V roce 1990 v magazínu Life řekl, že jeho dědictví je "posvátné, avšak absurdní" a také, že "být Osmanem je dýchat s časem".

## Manželství a potomstvo
Mehmed Orhan se poprvé oženil s Nafiye Yeghen v roce 1933, s kterou se poté v roce 1947 rozvedl. V roce 1944 se oženil s mladou těhotnou francouzsko-americkou herečkou Marguerite Irmou Fournier. Se svou první ženou měl dceru a s druhou měl nevlastního syna:
- Fatma Necla Sultan (14. září 1933 – 2010)
- Mehmed Selim Orhan (* 3. října 1943)

| Osmanská dynastie     | Osmanská dynastie                                    | Osmanská dynastie        |
| --------------------- | ---------------------------------------------------- | ------------------------ |
| Předchůdce: Ali Vâsib | 9. prosince 1983 – 12. března 1994 Mehmed VII. Orhan | Nástupce: Ertuğrul Osman |